# Saint-Laurent-d’Onay
Saint-Laurent-d’Onay – miejscowość i gmina we Francji, w regionie Owernia-Rodan-Alpy, w departamencie Drôme.
Według danych na rok 1990 gminę zamieszkiwało 111 osób, a gęstość zaludnienia wynosiła 18 osób/km² (wśród 2880 gmin regionu Rodan-Alpy Saint-Laurent-d’Onay plasuje się na 1510. miejscu pod względem liczby ludności, natomiast pod względem powierzchni na miejscu 1421.).